# Eupithecia latimedia
Eupitecia latimedia es una especie de polilla de la familia Geometridae. La especie fue descrita por primera vez por George Hampson en 1895 y se puede encontrar con endemismo en Nepal. Un lectotipo de la especie due descrita en las afueras de Dharamsala, India. Otros fueron descritos en un valle de Katmandú a nivel del Río Godavari.

## Descripción
La cabeza de la polilla es gris mientras que el tórax es de un rojizo rufo, con rayas y teñido de gris y negro. El abdomen es gris, con una banda negra en el segundo segmento. Las alas son también color rufo con una línea antemedial. La zona medial del ala anterior se ve teñida de gris y negro, bordeada internamente por una línea curva. El ala posterior cuenta con una mancha celular. Ambas alas cuentan con una línea marginal negra y cilios fuscosos.
Tiene parecido con otra especie de la región montañosa de Nepal, la Eupithecia nigrilinea pero, como su nombre lo indica, carece del tinte rojizo de la E. latimedia.